# Alpen-Weißling

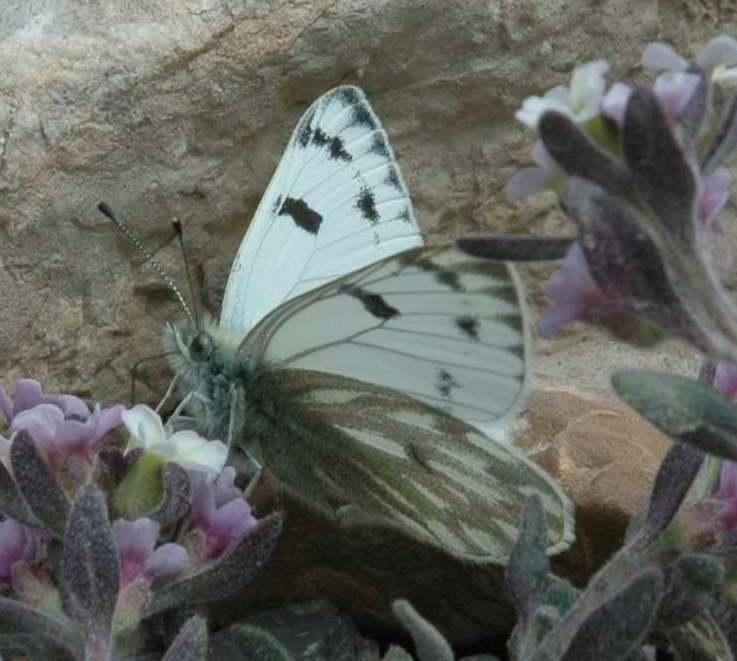
Flügelunterseite der Unterart Pontia callidice kalora

Der Alpen-Weißling (Pontia callidice) ist ein Schmetterling (Tagfalter) aus der Familie der Weißlinge (Pieridae). Das Artepitheton leitet sich von Callidice, einer der fünfzig Töchter des Danaos aus der griechischen Mythologie ab.

## Merkmale
Die Falter erreichen eine Flügelspannweite von 42 bis 52 Millimeter, haben eine weiße Flügelgrundfärbung und ähneln anderen Weißlingen. Äußerlich kann man sie vom Resedafalter (Pontia edusa) und von Pontia daplidice nicht unterscheiden. Die Unterseiten der Hinterflügel sind graugrün und hell gefleckt, in der Zelle befindet sich ein heller, weißlicher Fleck. Auf der Oberseiten der Vorderflügel reicht die Postdiskalbinde nicht bis zum Flügelhinterrand. Die Postdiskalflecke sind regelmäßig pfeilförmig und die Flügelspitzen (Apex) sind deutlich weniger schwarz gezeichnet als bei der ähnlichen Art Pontia daplidice.
Die bläulich-grauen Raupen erreichen eine Länge von bis zu 32 Millimetern und haben eine Zeichnung, die aus leicht erhöhten schwarzen Flecken und zwei weißen Rückenlinien mit einer Reihe gelber Flecken besteht. Zusätzlich befindet sich auf beiden Seiten eine Stigmatalinie. Der Raupenkopf ist dunkelgrau.

### Ähnliche Arten
- Resedafalter (Pontia edusa) (Fabricius, 1777)
- Pontia daplidice (Linnaeus, 1758)
- Pontia chloridice (Hübner, 1813)
- Pontia clauconome Klug, 1829

### Unterarten
- Pontia callidice callidice (Hübner, 1800). Alpen, Pyrenäen[5]
- Pontia callidice chrysidice (Herrich-Schäffer, 1844). Kleinasien, Iran[5]
- Pontia callidice libanotica (Bernardi, 1966). Libanon[5]
- Pontia callidice hazara (Wyatt, 1961). Afghanistan[5]
- Pontia callidice hinducucica Verity, 1911. Pamir[5]
- Pontia callidice kalora (Moore, 1865) NW-Himalaya, W-Tibet[5]
- Pontia callidice duplati (Bernardi, 1965). Volksrepublik China (Gansu)[5]
- Pontia callidice amdensis (Verity, 1911). China (Gansu)[5]
- Pontia callidice amaryllis Hemming, 1933. Tian Shan, Ghissar, Darvaz, Alai[5]
- Pontia callidice halasia Huang & Murayama, 1992. China (Xinjiang)[5]

### Synonyme
- Synchloe callidice

## Vorkommen
Zum Lebensraum des Alpen-Weißlings zählen grasbewachsene felsige Berghänge in Höhen von 1.500 bis 3.400 Metern. Andere Quellen geben bei der vertikalen Verbreitung Höhen von bis zu 4.500 Metern an. Sein Verbreitungsgebiet erstreckt sich im Westen von den Pyrenäen (Pic du Canigou) und den Alpen über Kleinasien, den Libanon, den Iran und Afghanistan bis in den Norden Indiens und Chinas sowie in das östliche Sibirien. Der Alpen-Weißling wird in der Roten Liste gefährdeter Tiere Deutschlands als seltene Art mit geographischer Restriktion genannt. In Österreich kommt er in den Regionen Vorarlberg, Tirol, Salzburg, Steiermark und Kärnten vor.

## Lebensweise
Zu den Futterpflanzen der Raupen zählen Schweizer Schöterich (Erysimum rhaeticum) und verwandte Kreuzblütler, sowie Reseda (Reseda spec.).

### Flug- und Raupenzeiten
Der Alpen-Weißling bildet eine Generation im Jahr, die von Anfang Juni bis Anfang August fliegt. Die Raupen können von August bis September angetroffen werden. Gelegentlich entsteht eine zweite Generation, die im August fliegt.